# Arcaicam Esperantom
Az Arcaicam Esperantom (archaikus eszperantó) egy mesterséges nyelv, amely a képzeletbeli "régi eszperantó"-ként lett létrehozva, az óangol és a modern idézetekben található latin idézetek hatására. Létrehozója Manuel Halvelik, a stílusbeli eszperantidók (eszperantó-variánsok) sorában, mint a gavaro (szleng) és a popido (egy nyelvjárás) és egy göröghöz és latinhoz közeli tudományos szókincs.
A "régi eszperantó" ötletét a magyar költő Kalocsay Kálmán javasolta, aki 1931-ben a Halotti beszéd és könyörgés fordítását is mellékelte, feltételezett formákkal, hogy ha az eszperantó egy, a vulgáris latinból eredeztető román nyelv lenne.

## Különbségek az eszperantó és az Arcaicam Esperantom között

### Írás
- A c tz lesz
- A ĉ ch lesz
- Az f ph lesz
- A ĝ gh lesz
- A ĥ qh lesz
- A j y lesz
- A ĵ j lesz
- A k qu (e és i előtt) vagy c (más karakterek előtt)  lesz
- Az ŝ sh  lesz
- Az ŭ ù  lesz (de lásd később az -aŭ mellékneveket)
- A v w lesz

Diftongusok:
- Az aŭ aù lesz (de lásd később az -aŭ mellékneveket)
- A dz zz lesz
- Az eŭ eù lesz
- A ks x lesz
- A kv cù lesz

### Névmások
- A mi mihi lesz
- A ci tu lesz
- A li lùi lesz
- A ŝi eshi lesz
- A ĝi eghi lesz
- A si sihi lesz
- A ni nos lesz
- A vi wos lesz
- Az ili ilùi lesz
- Létrejön az egui személyes, nemfüggetlen névmás

### Igék
- A főnévi igenevek -i helyett -ir-re végződnek
- Az igevégződés a tárgytól függően változik. Ezért nem feltétlen szükséges kitenni a névmásokat, amíg nem kétértelmű.

Tehát a modern eszperantóban az estir (lenni) jelen időben:
mi/ci/li/ŝi/ĝi/si/ni/vi/ili estas
Ugyanez az archaikus eszperantóban:
(mihi) estams
(tu) estas
(lùi/eshi/eghi/egui/sihi) estat
(nos) estaims
(wos) estais
(ilùi) estait
A többi igeidő és a feltételes mód is így változik:
A jövő idejű estos-ból estoms lesz, stb.
A múlt idejű estis-ból estims lesz, stb.
A feltételes estus-ból estums lesz, stb.
A felszólító mód eltérően viselkedik:
Egyes számra az estu alak marad, míg többes számra estuy lesz

### Főnevek
- A főnevek mindig nagybetűvel kezdődnek. Pl. Glawom = (la) glavo.
- A főnévi igenév főnévként is viselkedhet, ugyanazon jelentéssel, mint amit a modern eszperantóban az  -ado toldalék hozzáadásával hoznak létre.  A főnévként funkcionáló főnévi igenevek a főnevekhez hasonlóan nagybetűvel kezdődnek.  Pl. Legirom = (la) legado.

### Kötőszópárok
- a ki- cuy- lesz
- a ti- ity- lesz
- a i- hey- lesz
- a neni- nemy- lesz
- a ĉi- chey- lesz
- a ali- altri- lesz

(Megjegyzés: Ali-, amely az eszperantóban nem kötőszópár, habár sok tekintetben akként használják, az arcaicam esperantomban altri- lesz.)
- az -o -om lesz
- az -a -am lesz
- az -am -ahem lesz
- az -e -œ lesz
- az -om -ohem lesz
- az -u marad
- az -el marad
- a ĉi-ből is- lesz  (ĉi tiu = isityu)

### Névelők
- A la határozott névelő nem található meg az Arcaicam Esperantomban.  Ha szükséges, egy bizonyos tárgy vagy személy az ityu használatával adató meg (a modern eszperantóban tiu).
- A modern eszperantóban nem meglevő határozatlan névelő megtalálható az Arcaicam Esperantomban. A határozatlan névelő az unn (ami ugyanaz, mint az 1 szám).

## Példák

### Rómeó és Júlia (Romeus ed Yulieta)
Sed haltu: cuyam Lumom ityun Phenestron
Traradiat? Yemen orientom,
Ed Yulieta memes Sunom estat!
Lewizzu, belam Sunom, ed mortigu
Enwian Lunon, cuyu tristœ palat,
Char tu, Serwantom eshiam, yamen
Plid belam ol eshi memes estas. Ned estu plud
Eshiam Serwantom, se eshi tuin enwiat:
Eshiam westalam Robom werdam
Ed malsanetzam estat, ed solœ Pholuloy
Wolontœ eghin portait.  Eghin phorjetu.
Yemen Damom miham; ho, yemen Amom miham!
Se solœ ityon eshi stziut!

### Mondatok
- Salutoyn cheyuyd! Cuyel phartais wos? – Helló mindenki, hogy vagytok?
- Lùi Biawistoqueys wenat. – Białystok-ból jön.
- Cuyel nomizzas? – Mi a neved?
- Nomizzams Petrus – A nevem Péter.
- Ityon comprenams bonœ. – Jól értem.
- Tempom phughat. – Publius Ovidius Naso
- Amom cheyon wencat. – Publius Vergilius Maro
- Ritmom estat in Tempom cuyom estat Simetrom in Spatzom. – Cicero
- Wenims, widims, wenquims. – Julius Caesar

## Fordítás
- Ez a szócikk részben vagy egészben  az   Arcaicam Esperantom című angol Wikipédia-szócikk fordításán alapul.  Az eredeti cikk szerkesztőit annak laptörténete sorolja fel. Ez a jelzés csupán a megfogalmazás eredetét és a szerzői jogokat jelzi, nem szolgál a cikkben szereplő információk forrásmegjelöléseként.